# Paolo Cognetti
Paolo Cognetti (Milaan, 27 januari 1978) is een Italiaans schrijver en documentairemaker. 
Hij begon een studie wiskunde aan de universiteit maar stapte vervolgens over naar de filmacademie van Milaan, de Civica Scuola di Cinema «Luchino Visconti», alwaar hij in 1999 afstudeerde. Sinds 2004 maakt hij documentaires. Daarnaast is hij als schrijver actief. Hij verwierf wereldwijde bekendheid met zijn roman De acht bergen uit 2016 waarvoor hij onder andere de Premio Strega in Italië won, alsmede de Prix Médicis étranger in Frankrijk.

## Werken
- Fare ordine, Milaan, 2003
- Manuale per ragazze di successo, Rome, 2004
- Una cosa piccola che sta per esplodere, Rome, 2007
- Sofia si veste sempre di nero, Rome, 2012 (vert. Sofia draagt altijd zwart, De Bezige Bij, Amsterdam, 2019)
- Il nuotatore, met Mara Cerri, Rome, 2013
- Le otto montagne, Turijn , 2016 (vert. De acht bergen, De Bezige Bij, Amsterdam, 2017)
- La felicità del Lupo, Turijn, 2021 (vert. Het geluk van de wolf, De Bezige Bij, Amsterdam, 2021)
- Giù nella valle, Turijn, 2023 (vert. Beneden in het dal, De Bezige Bij, Amsterdam, 2024)

### Documentaire
- Scrivere/New York, 2004

### Essays
- New York è una finestra senza tende, 2010
- Il ragazzo selvatico. Quaderno di montagna, Milaan, 2013 (vert. De buitenjongen, De Bezige Bij, Amsterdam, 2018)
- A pesca nelle pozze più profonde, Rome, 2014
- Tutte le mie preghiere guardano verso ovest, 2014
- Senza mai arrivare in cima, Turijn, 2018 (vert. Zonder de top te bereiken, De Bezige Bij, Amsterdam, 2020)

## Bestseller 60
| Boeken met noteringen in de Nederlandse Bestseller 60 | Jaar van verschijnen | Datum van binnenkomst | Hoogste positie | Aantal weken | Opmerkingen |
| ----------------------------------------------------- | -------------------- | --------------------- | --------------- | ------------ | ----------- |
| De acht bergen                                        | 2017                 | 13-09-2017            | 2               | 72           |             |
| De buitenjongen                                       | 2018                 | 20-06-2018            | 8               | 15           |             |
| Sofia draagt altijd zwart                             | 2019                 | 03-07-2019            | 50              | 3            |             |
| Zonder de top te bereiken                             | 2020                 | 04-03-2020            | 13              | 7            |             |
| Het geluk van de wolf                                 | 2021                 | 29-09-2021            | 10              | 13           |             |
| Beneden in het dal                                    | 2024                 | 06-03-2024            | 11              | 6*           |             |

- Bibsys: 1492758307740
- Bibliothèque nationale de France: cb16721354m (data)
- CiNii: DA19181374
- Gemeinsame Normdatei: 1041636202
- International Standard Name Identifier: 0000 0000 6403 8877
- Library of Congress Control Number: no2005099792
- Nationale Bibliotheek van Letland: 000263826
- Nationale Bibliotheek van Tsjechië: xx0217103
- Nationale Bibliotheek van Israël: 987007392954705171
- Nederlandse Thesaurus van Auteursnamen: 327702230
- Istituto Centrale per il Catalogo Unico: LO1V258974
- Système universitaire de documentation: 175658110
- Virtual International Authority File: 61286643
- WorldCat: E39PBJmy364mxXKByy9Jg4YByd